# 大森理
大森  理（おおもり おさむ）は、日本の郷土史家。
1961年3月、愛媛大学文理学部人文学科甲科（英米文学科）卒業。1960年、香川県小豆郡池田中学校教諭、1973年愛媛大学教育学部付属中学校。1974年、文部省認定英語検定2次面接委員（2002年まで）、1986年文部省認定英語検定問題作成。1984年、愛媛県中学校教科書採択委員、1985年から1年間、愛媛新聞学習欄｢How to Study｣を執筆。1993、1994の2年間愛媛教育研究協議会英語科委員長、1995年、伊予郡砥部町立砥部中学校退職。2020年、社会教育功労者賞。

## 論考・著作など
論考
- 「能力差に対応した新しい英語学習指導の研究」愛媛県教育研究協議会　佳作、1971年5月
- 「言語活動における『聞き』『話し』の指導」愛媛県教育研究協議会　佳作、1973年5月
- 「英語科『読むこと』における言語活動の方法と評価の在り方を求めて」愛媛県教育研究協議会 入選、1983年5月

著作
- 『生き生きとした英語の授業』愛媛県教育研究協議会、青葉図書　1984年10月
- 『英検2級・準2級2次面接予想問題集』キャッツハンズ社、1998年7月、ISBN 4-907697-00-7 C2082
- 山野芳幸『久谷界隈はええとこぞなもし』（監修・校閲）株式会社エーシー 2010年1月　339頁
- 『くたにぶらり見て歩き』（執筆・監修）久谷地区まちづくり協議会、松山市荏原公民館 2021年4月

テレビ・ラジオ出演番組
- 南海放送「秋の久谷・里山散策」2007年11月
- テレビ愛媛「松山市政広報番組ー久谷里山散策」2009年10月
- 南海放送[1]「たぬきの里へいらっしゃい」2011年11月
- 南海放送「秋の久谷・里山散策」2013年11月
- 南海放送「里山ウオーク」～久谷のまちのいいとこ探し～　2016年10月22日
- 南海放送・松山市「松山ふるさとウオーク」～遍路の里のおもてなし～　2023年11月4日